# Avon Championships of Los Angeles 1979
Avon Championships of Los Angeles 1979  — жіночий тенісний турнір, що відбувся на закритих кортах з килимовим покриттям The Forum у Лос-Анджелесі (США) в рамках циклу Avon Championships 1979. Відбувся вшосте і тривав з 12 до 18 лютого 1979 року. Друга сіяна Кріс Еверт здобула титул в одиночному розряді й отримала за це 30 тис. доларів США.

## Фінальна частина

### Одиночний розряд
Кріс Еверт —  Мартіна Навратілова 6–3, 6–4
- Для Еверт це був 2-й титул в одиночному розряді за рік і 87-й — за кар'єру.

### Парний розряд
Розмарі Казалс /  Кріс Еверт —  Мартіна Навратілова /  Енн Сміт 6–4, 1–6, 6–3

## Розподіл призових грошей
| Дисципліна       | П       | F       | 3-тє   | 4-те   | ЧФ     | 1/8    | 1/16   |
| Одиночний розряд | $30,000 | $15,000 | $7,500 | $7,200 | $3,500 | $1,750 | $1,000 |